# Файнару, Стив
Стив Файнару (англ. Steve Fainaru) — американский журналист и старший автор ESPN.com, ранее работавший корреспондентом в Washington Post. В 2008 году он был отмечен Пулитцеровской премией за освещение войны в Ираке.

## Биография
Файнару окончил среднюю школу Редвуд в Ларкспере и Школу журналистики в Миссури к 1984 году. Получив магистерскую степень в Колумбийском университете в Нью-Йорке, Файнару начал свою карьеру в Mercury News, где специализировался на спортивной тематике. В конце 1980-х годов он обозревал спортивные матчи для Hartford Courant.
С 1989 года Файнару одиннадцать лет работал в редакции Boston Globe, где освещал темы, связанные с Бостон Ред Сокс и Уолл-стрит. В 1995—1998 годах он возглавлял отделение газеты в Латинской Америке. С 2000 года Файнару присоединился к штату Washington Post, для которого освещал борьбу с терроризмом и движение за гражданские свободы, занимался спортивными расследованиями. Его спортивные репортажи для Boston Globe и Washington Post помогли Файнару четырежды выиграть конкурс спортивных редакторов Associated Press.
После 11 сентября 2001 года журналист сосредоточился на освещении войны с терроризмом, с 2004 года — на репортажах о Войне в Ираке. В 2006-м журналист вышел в финал Пулитцеровской премии благодаря «убедительным рассказам о неумолимом насилии, с которым столкнулись обычные американские солдаты в Ираке по мере усиления волнений». Через год по заданию редакции журналист сопровождал группу частных военнослужащих в горячих точках, описывая события в серии статей. Материалы, расследовавшие бесправные действия Blackwater и других частных охранных фирм, выиграли Пулитцеровскую премию 2008 года, а также премию Хэла Бойла от Клуба зарубежных корреспондентов.
В 2010 году Файнару участвовал в запуске новостной онлайн-организации The Bay Citizen. Через два года он присоединился к команде корпоративных и журналистских расследований ESPN.com в качестве старшего автора.